# Саут Бруксвил (Флорида)
Саут Бруксвил (енгл. South Brooksville) насељено је место без административног статуса у америчкој савезној држави Флорида.

## Демографија
По попису из 2010. године број становника је 4.007, што је 2.631 (191,2%) становника више него 2000. године.
| Група             | 2000.       | 2010.         |
| Белци             | 773 (56,2%) | 3.189 (79,6%) |
| Афроамериканци    | 514 (37,4%) | 502 (12,5%)   |
| Азијати           | 6 (0,4%)    | 33 (0,8%)     |
| Хиспаноамериканци | 60 (4,4%)   | 227 (5,7%)    |
| Укупно            | 1.376       | 4.007         |